# الدريعي بن مشهور الشعلان
الأمير الدريعي بن مشهور الشعلان ينتمي إلى أسرة الشعلان التي تولت زعامة قبيلة الرولة من عنزة، ولد حوالي سنة 1180هـ/1766م في بادية نجد، وتولى إمارة قبيلة الرولة والجلاس من عنزة في سنة 1797م/1211هـ، واستمر أميرًا على قبيلة الرولة زهاء أربعين عامًا.

## البداية
هو الدريعي بن مشهور بن منيف الشعلان ولد سنة 1180هـ/1766م، في بادية نجد وتولى إمارة القبيلة سنة 1797م. وذكر القبيلة الرحالة لاسكاريس:«قبيلة رولة البطيئة اعتادت على قضاء الصيف فيما بين النهرين، والشتاء في منطقة الجوف».

## النزاع مع والي بغداد
في سنة 1224هـ/1809م استولى الدريعي على قافلة قادمة من دمشق متجهة إلى بغداد، فغضب والي بغداد سليمان باشا من ذلك، فاحتال على الدريعي إلى أن قدم إليه، فاعتقله وطلب منه لاطلاق سراحه ألفي جمل وخمسة آلاف رأس غنم وخمسين فرسًا كحيلة وعشرين هجين، وإلا سيقتله. وافق الدريعي فأطلقه الباشا واخذ ابنه صحن رهينة عنده إلى أن يحضر المطلوب. فأحضر الدريعي جميع ما طلبه الباشا دون نقصان، فأطلق الوالي الباشا سراح إبنه، فلما وصل ابن الدريعي إلى أبيه قام بنهب أول قافلة للباشا وقعت عينه عليها، وكانت قادمة من حلب إلى بغداد، وبدأ يضيق الخناق على بغداد انتقامًا من الباشا. فبدأ سليمان باشا بالقيام بحملة عسكرية غالية الكلفة، ولكنها تؤمن لشمر مد السيطرة على الجزيرة العليا من جبل سنجار إلى نهر البليخ، وكانت شمر بقيادة شيخها فارس الجربا تريد مد نفوذها إلى الغرب أبعد من الخابور. فوافق الوالي حيث كان يريد التخلص من قبائل شمر وطيء وكذلك كسر قبيلة الرولة. وأرسل جيشا من ستة آلاف خيال وجندي بقيادة أخوه بالرضاع «أحمد بك باشايوغ» وضمت قوات من قبيلة شمر بقيادة فارس الجربا وكذلك قبائل البوحمدان والعبيد وقوات كردية بقيادة تيمور باشا الملي وانضمت إليها قوات سليمان باشا بابان متصرف كوي سنجق. ومهمة تلك القوات تأديب قبائل الظفير وشيخها الشايوش بن عفنان السويط والرولة وشيخها الدريعي بن شعلان، ولكن الحملة واجهت مقاومة شديدة من قبائل الظفير والرولة. فالتقى الجمعان في العين بلدة بالقرب من نهر البليخ بين حران ونصيبين، وتنازلوا عدة أيام، وأيقنت عنزة والظفير بالكسر، فندب بعضهم بعضًا، وكروا كرة واحدة على جموع أهل العراق، فهزموهم شر هزيمة، وكان النصر من نصيب الظفير وعنزة.  وقد تسبب ذلك في نزوح بعض عشائر شمر إلى الضفة اليمنى من الفرات يوم 25 محرم 1224هـ/ ديسمبر 1809م، فاستأذنوا الإمام سعود بالعودة فأذن لهم. لكنه لم يأذن لفارس بدخول نجد.

## مقتل بنية الجربا
في سنة 1228هـ/1813م رفض والي بغداد سعيد باشا منح الشيخ فارس الجربا الهدايا السنوية التي تعطى له من خزينة بغداد، وعزله من منصب باب العرب، وأعاد الوالي المنصب إلى جاسم -أو قاسم- الشاوي شيخ قبيلة العبيد. فخرج الشيخ فارس من بغداد معلنًا العصيان على الحكومة، ثم توجه مع ابن أخيه بنيه الجربا جنوبًا وتحالف مع الخزاعل. وفي سنة 1814م استقرت شمر الجربا مع الخزاعل عند الضفة الغربية للفرات، وبدأتا بحصار مدينة الحلة بعد أن نهبوا مدنًا وبلدات أخرى على طول الفرات. فطلب الوالي سعيد باشا مساعدة حمود الثامر وقبيلته المنتفق ضد التمرد. فاستدعى حمود قبائل الظفير والرولة والعبيد لمساعدته على القضاء على تلك الثورة، فخرج بتلك القبائل واتباعه من رجال المنتفق لمساندة جيش المماليك بقيادة داود باشا في محاولة لإعادة الأمن إلى وسط العراق، فبدأ داود باشا بشن الهجمات المباغتة على الشيخ فارس ومن معه من شمر والخزاعل. فكانت سنة 1815م عام شؤم على شمر ومن معها من البعيج والزقاريط التي كانت نازلة عند الخزاعل،  وكان بنيه وقتها قد انفصل مع ثلة من فرسان شمر من «الخرصة» للاستطلاع، فوقع في كمين حيث قتل. في حين ذكر ابن سند رواية أخرى عن مقتله، أن بنيه نزل بقبيلته على خزاعة ليكتال، وكان الدريعي بن شعلان يراقبه، فاقتفى أثره ونزل قريبا منه وأرسل إلى حمود الثامر يستنفره فأمده ببعض رجاله، وكذلك خرج عسكر الوزير سعيد إلى مكان وجود بنيه، فقامت الحرب طلبا لرأسه، فأصابته بندقية فخر من حصانه حيث قتل، وكانت وفاته في بداية سنة 1816م/1231هـ. والذي قتله هو حسن الهنيدي الشعلان

## سيطرة الدريعي على الجوف
بعد سقوط الدولة السعودية الأولى سنة 1233هـ/1817م على يد والي مصر محمد علي باشا، انتشر الاضطراب والفوضى في مدن وبلدات منطقة الجوف ووادي السرحان، فاستطاع الأمير الدريعي بن شعلان بقبيلته السيطرة على تلك المدن والبلدات، وأجبر الأهالي على دفع الخوة سنويًا. ولكن مع ذلك لم يرد اسم أمير أو حاكم معين من آل الشعلان حكم تلك المنطقة حكمًا مباشرًا.

## مناخ حصة
في سنة 1238هـ/1823م هاجمت شمر على قبيلة العمارات من عنزة في «مناخ بصالة»، بعد أن عبرت أراضيهم دون استئذان منهم، واستمر المناخ أو المعارك بين الطرفين مدة شهرين، أبرزت فيها قبيلة العمارات ناقة مزينة عليها (حصة بنت الحميدي بن هذال)، وبدأت حصة تحث الرجال على مواصلة القتال ضد قبيلة شمر التي كانت بقيادة صفوق الجربا. ولكن المناخ انتهى بهزيمة عنزة وطردهم من المراعي، واستولت شمر على حلال عنزة ومنها هودج حصة الهذال، فصاحت حصة تنتخي (الدريعي يا رجالي) لإن الدريعي وهو زوج أختها سكر بنت الحميدي بن هذال وأم ولده البكر صحن الدريعي الشعلان. وبعدها عبر عبدالله بن هذال نهر الفرات نحو بادية الشام وندب قبيلة عنزة كلها لأخذ الثأر من شمر. وما أن وصل الخبر إلى الدريعي حتى قام بالاستعداد للثأر من شمر التي استولت على عمارية ابن هذال (حصة الحميدي). وأمر الرولة بقتل أبناء الخيل أثناء الولادة كي لا يضعف الرضاع قوة الفرس، وبدأ الكل يتجهز لتلك المعركة. وأرسل الرسل لعموم قبائل عنزة يستنفرهم لأخذ الثأر، ثم سار بقبيلته وعبر الفرات في شهر أيار-مايو 1824م/1239هـ والتقى بجموع شمر جنوب تلعفر قرب الموصل عند سبيخة البويرات، التي تشكلت من جداول صغيرة تنبع من سنجار وتحتوي على ماء مُناسب لسقي الجمال في الصيف، في مكان سمي بمناخ حصة. واستمر المناخ ثلاثة أشهر، وبالنهاية انتصر على شمر.

## الملاحظات
1. ↑  باب العرب هو منصب استحدثه الوالي سليمان الكبير، ويتخصص في معالجة أوضاع القبائل العربية في ولاية العراق وكان الشاوي يشغله طيلة حياته.[10]